# غاري أورباخ
غاري أورباخ (بالإنجليزية: Gary Auerbach)‏ هو كاتب سيناريو ومنتج أفلام ومخرج أمريكي، ولد في 1959 في مونتيسيلو في الولايات المتحدة.

## وصلات خارجية
- غاري أورباخ على موقع IMDb (الإنجليزية)
- غاري أورباخ على موقع ألو سيني (الفرنسية)
- غاري أورباخ على موقع أول موفي (الإنجليزية)
- غاري أورباخ على موقع قاعدة بيانات الفيلم (الإنجليزية)
- غاري أورباخ على موقع كينوبويسك (الروسية)